# Criadera und Solera-System
Das Criadera und Solera-System ist ein Verfahren zur Reifung von Sherry, Málaga, Brandy oder Gletscherwein. Seinen Namen hat das Verfahren von der Bezeichnung der untersten Fassreihe (spanisch solera ‚am Boden liegend‘), die darüber gestapelten Reihen nennt man criaderas (spanisch criadero ‚Zucht‘).

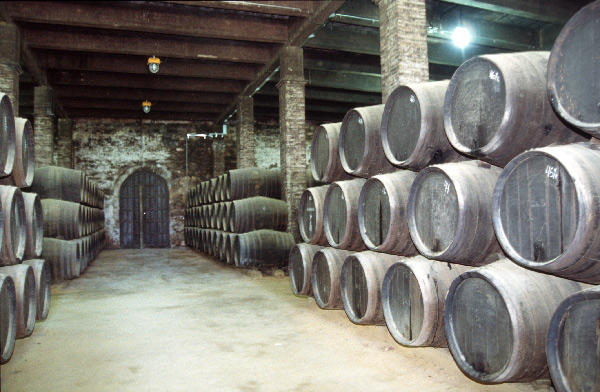
Solera-Verfahren (González Byass, 2003)

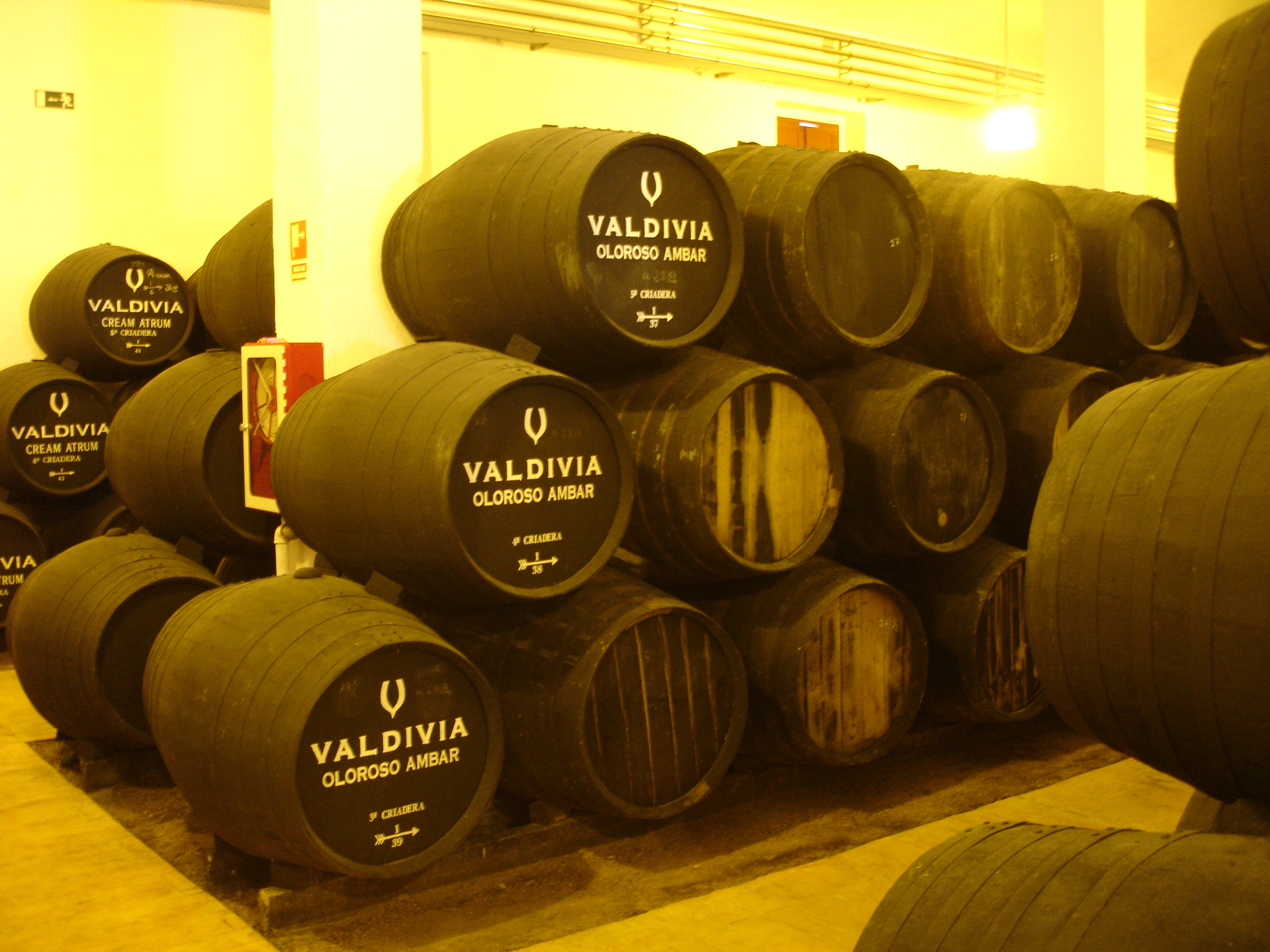
Valdivia in Jerez, Andalusien (Spanien). Criadera Stufen 5 (oberste Lage), 4 (mittlere Lage) und 3 (unterste Lage).

Dabei werden Eichenfässer (span. bota) mit einem Fassungsvermögen von 520 Litern übereinander gestapelt. Aus der untersten Reihe Fässer wird etwa ein Drittel des fertig gereiften Sherry oder Brandy abgefüllt. Diese teilweise geleerten Fässer werden sodann mit jüngerem Wein aus der nächsthöheren Reihe befüllt. Diese Vorgehensweise wird wiederholt, bis die höchste Reihe leer ist und mit frischem Destillat nachgefüllt wird. Produkte, die nach diesem System hergestellt werden, bezeichnet man allgemein auch als Soleras.
Beim Durchlaufen der einzelnen Reihen reift der Wein. Die dabei entstehende Vermischung von alten und jungen Weinen wird vom Winzer als „Vermählung“ bezeichnet. Profaner könnte man sagen, dass jeder Sherry im Handel eine Art Verschnitt vieler Altersstufen ist. Daher führt diese Prozedur dazu, dass keine Altersangabe gemacht werden kann.
Vereinzelt werden auch Rotweine im Solera-System gealtert.
In der Realität liegen die Criadera-Stufen meistens nicht übereinander, sondern oft sogar in verschiedenen Bodega-Gebäuden, und die übereinander liegenden Fässer in einer Bodega enthalten in der Regel alle die gleiche Criadera-Stufe. Beim Abfüllen wird dann mit Schläuchen und Pumpen von den Fässern einer Criadera in solche der nächsten Stufe umgepumpt. Nur so ist zu erreichen, dass oft zehn und mehr Criadera-Stufen an der Erzeugung eines Sherry beteiligt sind.

## In der Essig-Produktion
Auch Weinessig kann im Solera-System hergestellt werden. In diesem Fall sind Altersangaben möglich, da für die Produktion dieser Essigsorten nur Soleras bestimmter Altersklassen als Ausgangsbasis verwendet werden. In der katalanischen Region Penedès gibt es Weinbaubetriebe, die nach diesem System in Criaderas Weißweinessig auf Chardonnay-Basis und Rotweinessige auf Cabernet-Sauvignon-Basis herstellen. Die Produkte erreichen ein Lagerungsalter von drei Jahren beim Chardonnayessig und acht bzw. 16 Jahren beim Cabernet-Sauvignon-Essig.

## In der Whisky-Produktion
Die Brennerei Glenfiddich vertreibt seit einigen Jahren eine Abfüllung, die den Zusatz "Solera" trägt. Es handelt sich hierbei um einen 15-jährigen Whisky, dessen Produktion an das Solera-Verfahren angelehnt ist. Dabei werden drei verschiedene Typen von Eichenfässern verwendet.
- Ex-Sherry-Fässer
- Ex-Bourbon-Fässer
- neue (new oak) Fässer

In diesen Fässern lagert der Whisky zunächst 15 Jahre. Dann werden sie im großen Solera-Fass (Oregon pine Solera vat) „vermählt“. Hier bekommen sie Zeit, sich harmonisch miteinander zu verbinden. Zur Abfüllung wird höchstens die Hälfte des Fassinhaltes verwendet, die andere wieder aufgefüllt.